# L'avaro (film)
L'avaro è un film del 1990, diretto da Tonino Cervi, con protagonista Alberto Sordi. È ispirato all'omonima opera di Molière del 1668, tuttavia vi compaiono anche figure non presenti nella commedia; inoltre il film è ambientato a Roma anziché a Parigi. Largo spazio viene infine dato alla figura di Frosina, che nell'opera teatrale è un personaggio secondario.

## Trama
Nel '600 a Roma vive lo strozzino Don Arpagone, che per evitare un matrimonio con la sorella del cardinal Spinosi la quale aveva già avuto tre mariti sposati tutti per interessi e tutti morti in circostanze misteriose, si inventa la bugia di essere già vicino alle nozze con una immaginaria donna già incinta e chiede a Frosina, titolare di un bordello, di trovargli una donna adatta.
Don Arpagone ha due figli, che saranno a loro volta fonte di disavventure: Cleante ed Elisa. Cleante vuole sposare la giovane Mariana ma, essendo questa completamente povera, cerca di ottenere un prestito "a babbo morto", mentre Elisa ha una relazione segreta con il giovane intendente del padre, Valerio. Arpagone, però, ha altri progetti sia per Cleante che per Elisa: per entrambi ha programmato due matrimoni con due persone anziane molto ricche.

## Critica
Questo film è stato accolto piuttosto male dalla critica cinematografica. Il Morandini riporta:
(recensione tratta dal dizionario di critica cinematografica Il Morandini di Morando Morandini)

## Distribuzione
Del film esiste una versione estesa di 155 minuti andata in onda su Rai 1 la sera del 10 e 11 novembre 1991.